# Wolfgang Thielmann

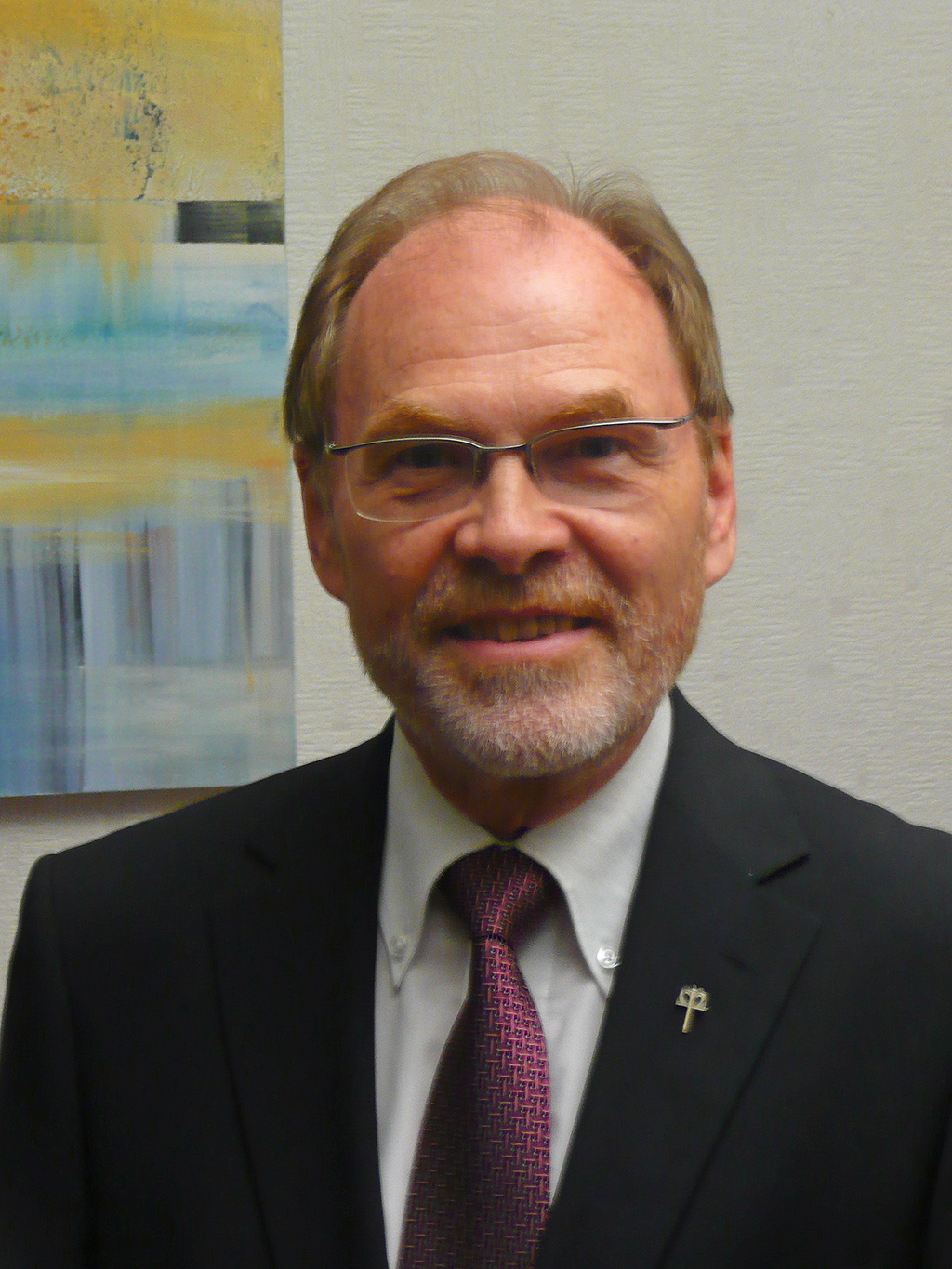
Wolfgang Thielmann (2015)

Wolfgang Thielmann (* 1954) ist ein deutscher Journalist und evangelischer Theologe.

## Leben
Thielmann studierte Evangelische Theologie und wurde Pastor im Bund Freier evangelischer Gemeinden in Deutschland. Seit 2017 ist er Pastor der Evangelischen Kirche im Rheinland. Von 1978 bis 1992 war er für die Evangelische Nachrichtenagentur idea tätig, zuletzt als stellvertretender Leiter. 1992 wechselte er als Pressesprecher und Leiter der Informationsabteilung zur Diakonie Deutschland – Evangelischer Bundesverband. Von 1999 bis 2010 war er Leiter des Ressorts Christ und Welt des Rheinischen Merkurs und von 2010 bis 2016 Redakteur und „Redaktionspastor“ im Ressort Christ & Welt bei der Wochenzeitung Die Zeit. Von 2004 bis 2014 war er zudem Juror beim Predigtpreis, zwei Jahre als Vorsitzender.
Er war u. a. Mitarbeiter am Evangelischen Taschenkatechismus.
Für seine Reportage „Heim statt Heimat“ in der Wochenzeitung Die Zeit, wo er sich mit der Pflege altgewordener Angehöriger auseinandersetzte, ist Thielmann 2016 mit dem Richard-von-Weizsäcker-Journalistenpreis ausgezeichnet worden.

## Schriften (Auswahl)
- Seelsorge in den Medien. Referate einer Tagung der Christlichen Medien-Akademie vom 21. – 23. April 1987 in Stetten bei Stuttgart. IDEA, Wetzlar 1987.
- Miteinander leben. Rahmenkonzeption für die Arbeit der Diakonie mit Migrantinnen und Migranten. Diakonie-Verlag, Reutlingen 1997.
- Hospizarbeit in den Einrichtungen des Diakonischen Werkes, in den Landeskirchen und in den Kirchengemeinden der EKD. Grundsätze – Konkretionen – Perspektiven. Diakonie-Verlag, Reutlingen 1997, ISBN 3-930061-81-3.
- Wollen wir Menschen züchten? Interview mit Präses Manfred Kock. In: Matthias Gierth (Hrsg.): Wer bist du, Mensch? Der Streit um therapeutisches Klonen. Olzog Verlag, München 2001, ISBN 3-7892-8073-9.
- Humanität in journalistischer Wahrnehmung in: Volker Schumpelick / Bernhard Vogel (Hrsg.): Medizin zwischen Humanität und Wettbewerb, Herder Verlag, Freiburg i. Br. 2008, ISBN 978-3-451-29974-2
- hrsg.: Wiederentdeckt – Schätze des Christentums. Paulinus-Verlag Trier 2015, ISBN 978-3-7902-1849-7
- So geht evangelisch. Heinrich Bedford-Strohm im Porträt. Herder-Verlag, Freiburg i. Br. 2015, ISBN 978-3-451-34237-0.
- Hg.: Alternative für Christen? Die AfD und ihr gespaltenes Verhältnis zur Religion. Neukirchener Verlag 2017, ISBN 978-3-7615-6439-4